# Sambade
Sambade ist eine Gemeinde (Freguesia) im portugiesischen Kreis Alfândega da Fé. In ihr leben 374 Einwohner (Stand 19. April 2021).